# Zólyom–Csata-vasútvonal
A Zólyom–Korpona–Ipolyság–Csata-vasútvonal Szlovákiában található. Egyvágányú, villamosítatlan pálya, a szlovák hálózaton a 153-as számot kapta.

## Története
A Csata–Balassagyarmat vonalat a MÁV egykori leányvállalata, a Garam–Ipolyvölgyi MÁV-HÉV társaság építette 1891-ben. Ez Homoknál (Ipolyság része) éri el az Ipoly folyót. 1898-tól kezdték építeni a HÉV új szárnyvonalát Ipolyság és Korpona között, ami 1899-ben nyílt meg. A trianoni békeszerződésnél Csehszlovákiának szüksége volt a vasútvonalra, így az új országhatár nem az Ipoly folyó lett, hanem azt a vasutat tartalmazó bal parton jelölték ki. A Balassagyarmat felé vezető rész így a határ túloldalára került. Ipolypásztó állomásnak kapcsolata volt a nagybörzsönyi kisvasúttal, ez a határrendezés után nem sokkal megszűnt.
A mai Szlovákia területén hiányoztak a keresztirányú, kelet-nyugati vasúti kapcsolatok, a Budapest felé irányuló sugaras szerkezet miatt. Ami volt, abból is több Magyarország területén maradt. Ezért aztán a korponai vonalszakaszt 1923–1925 között a csehszlovákok meghosszabbították Zólyomig. Ezen a szakaszon, amely 33,6 km hosszú, alagutak is vannak.
1938 és 1945 között az Ipolyság-Csata közti szakasz teljes egészében visszakerült Magyarországra, a Zólyom felé vezető szakaszból azonban csak a töredéke, így Egeg-Szalatnya határállomás lett.
1963-ban katonai indokok alapján Magyarországon elbontották a vonal Drégelypalánk-országhatár közötti 6,3 km-es szakaszát.
2003 és 2019 között csak Ipolyság és Csata között folyt a személyszállítás. 2019. január 2-től újra megindult a személyszállítás Zólyom és Ipolyság között.

## Képek

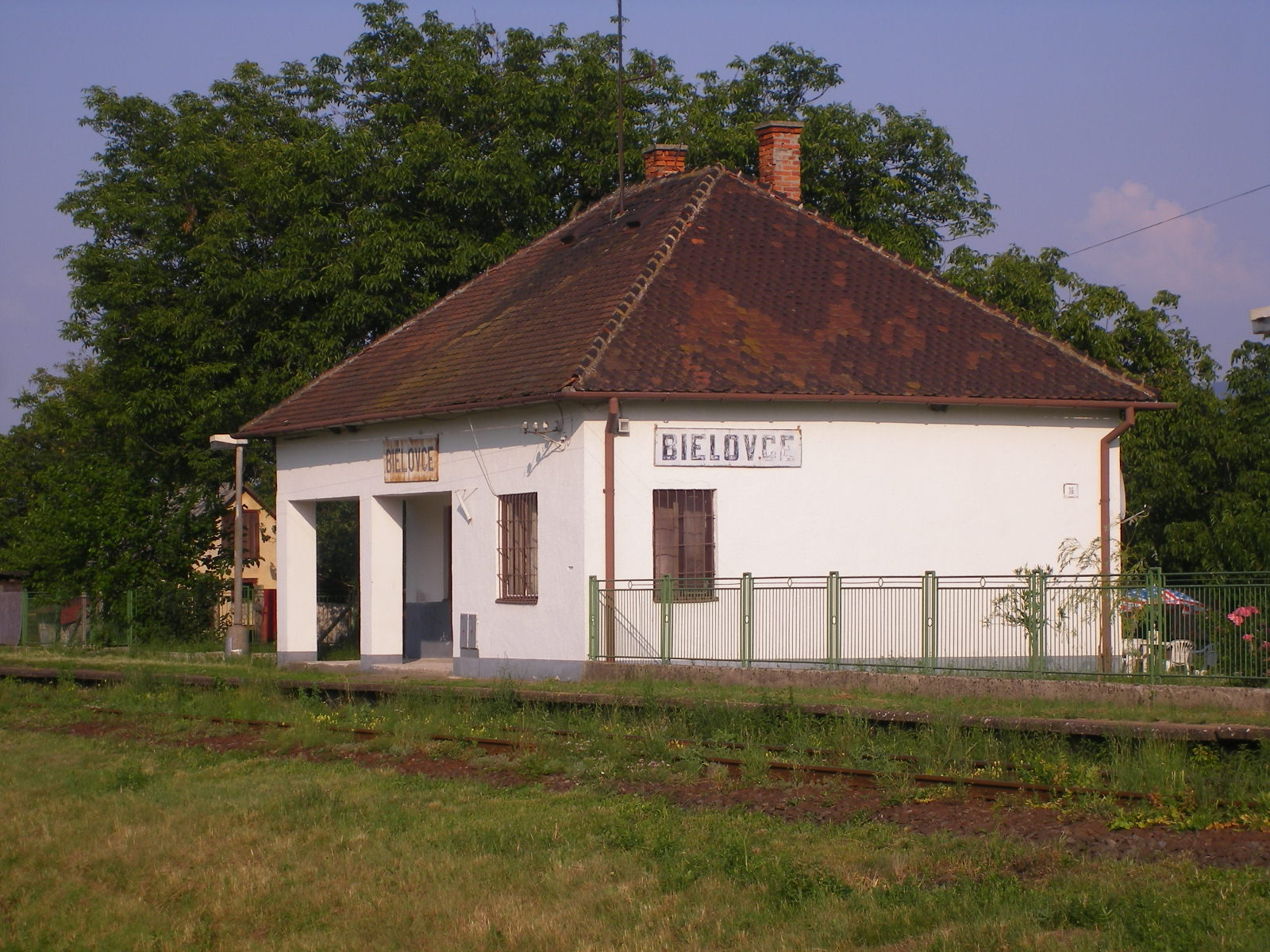
Ipolybél megálló
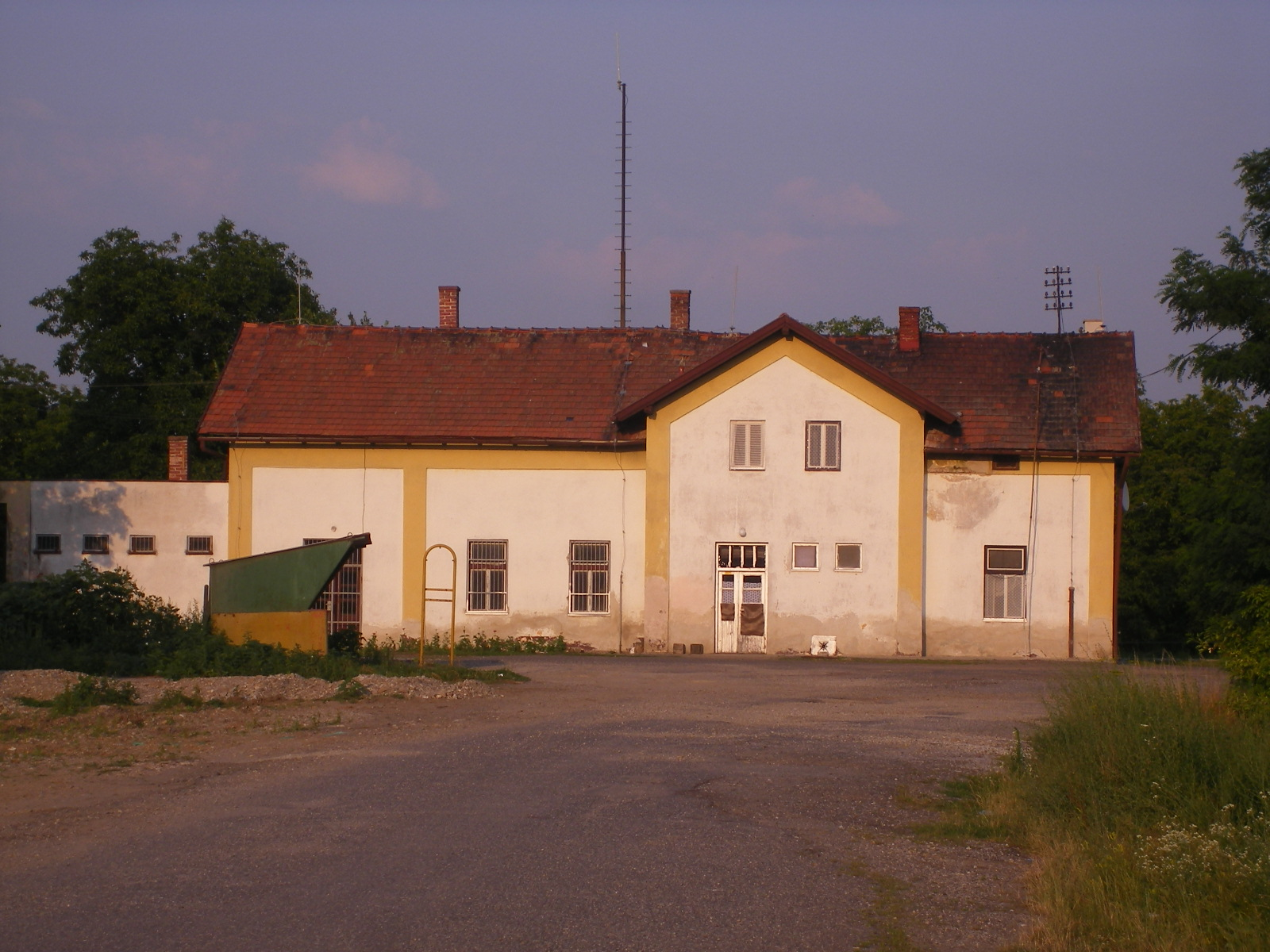
Ipolyszakállos állomás
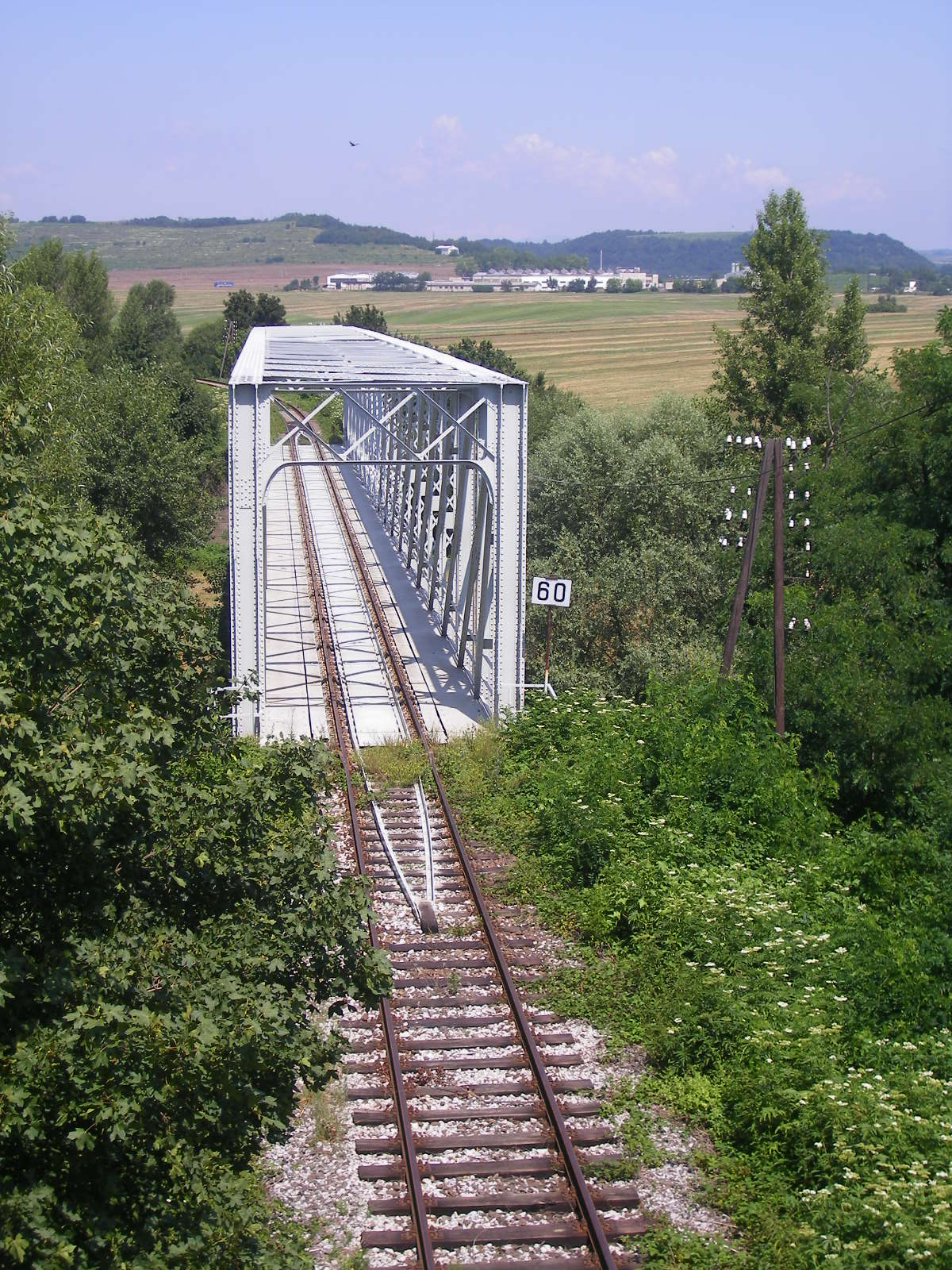
Az Ipolyság és Gyerk közötti vasúti híd